# ドゥ・マゴ
ドゥ・マゴ（フランス語: Les Deux Magots フランス語発音: [le dø maɡo]）は、1885年創業のフランスの老舗カフェ。
パリ6区のサン＝ジェルマン＝デ＝プレ地区（パリ最古のサン＝ジェルマン＝デ＝プレ教会の向かい）にあり、当初はマラルメ、ヴェルレーヌ、ランボーらが常連であったが、1933年にカフェの常連であった文学者・画家らによってドゥ・マゴ賞が創設されて以来、シュルレアリスト、次いで実存主義哲学者など多くの文人が集まる文学カフェとして知られるようになった。現在は観光客が来店客の約70%を占める。

## 歴史

### 前身
ドゥ・マゴは1812年、パリ6区ビュシ通り23番地に流行品店として開店した。「マゴ (magot)」とは、極東（特に中国）のややグロテスクでずんぐりした陶製人形（坐像）を表わす。店名の「ドゥ・マゴ」は、シャルル＝オーギュスタン・バソンピエール（通称Sewrin）監督が制作し、パリ2区のヴァリエテ劇場で上演されて好評を博した一幕ヴォードヴィル『中国のドゥ・マゴ（2体の中国人形）』に因むものであり、当時、同店では絹織物を扱っていたことから、絹の産地である中国のイメージを際立たせようとしたものである。演劇『中国のドゥ・マゴ』に着想を得て制作された2体の中国人形は、現在も店内に置かれ、店のシンボルとしてロゴにも使用されている。

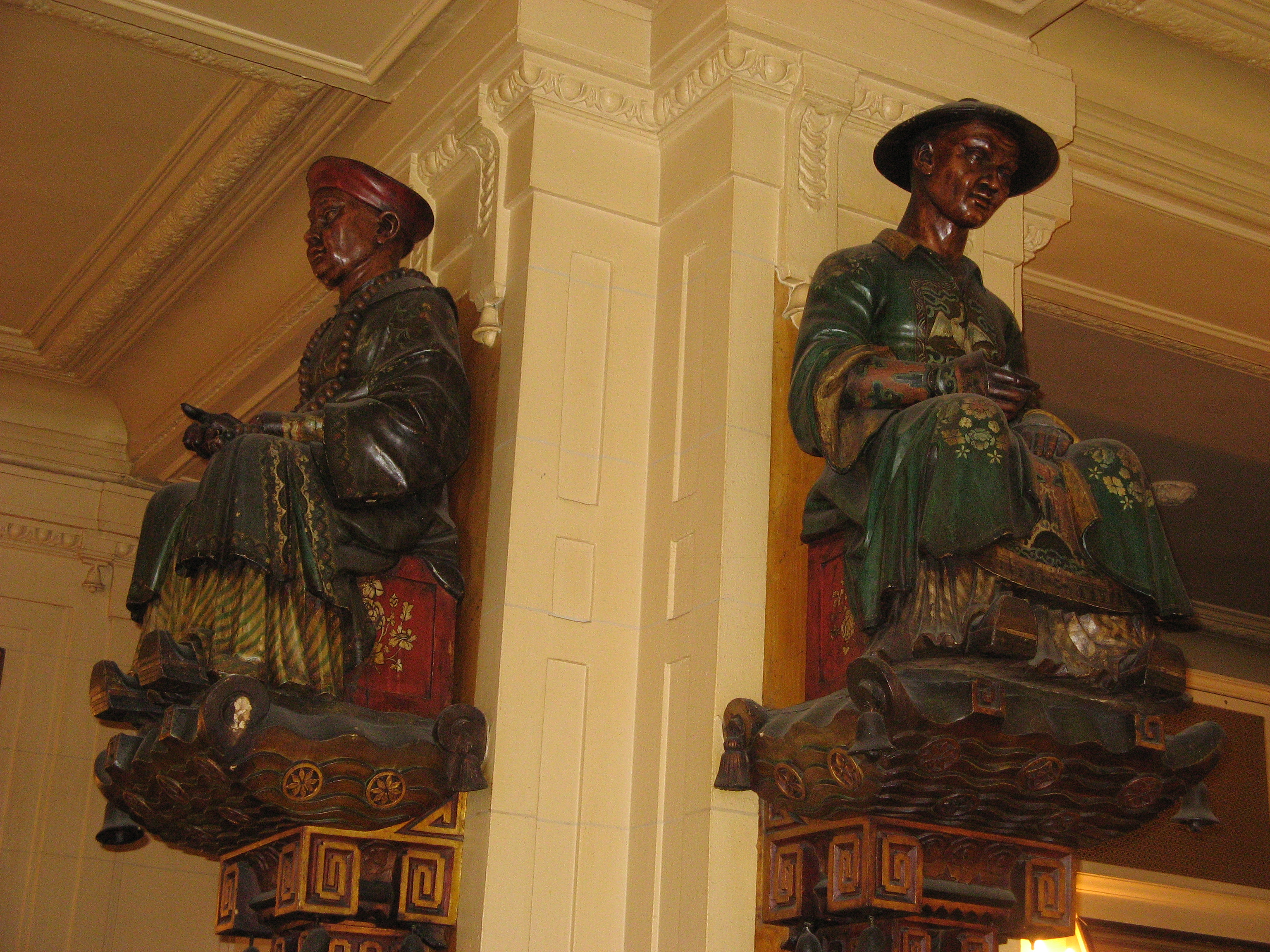
ドゥ・マゴのシンボルである2体の陶製中国人形

ドゥ・マゴは、1873年に同じ6区のサン＝ジェルマン＝デ＝プレ広場に移転した。サン＝ジェルマン＝デ＝プレ広場は面積2300平方メートルほどの小さな広場であり、向かいには中世に建造されたパリ最古の教会であるサン＝ジェルマン＝デ＝プレ教会がある。1880年には、サンジェルマン大通りを挟んだ向かいにブラッスリー・リップ、1885年頃には、サン＝ブノワ通りを挟んだ隣に、ドゥ・マゴ同様に文人が集まる場所となるもう一つの老舗カフェ「カフェ・ド・フロール」が創設された。

### カフェの開店
1885年、流行品店ドゥ・マゴは廃業し、同じ「ドゥ・マゴ」の店名で酒類を出すカフェバーとして再出発した。すでに1860年代に同じ6区のモンパルナスにあるカフェ「クロズリー・デ・リラ」は、エコール・デ・ボザールのシャルル・グレールの学生（クロード・モネ、ピエール＝オーギュスト・ルノワール、アルフレッド・シスレーら）が集まる場所となっており、次第にカルティエ・ラタンに近いこの界隈に芸術家や文学者が集まるようになった。特に、詩人のステファヌ・マラルメやポール・ヴェルレーヌ、1871年に「酔いどれ船」を携えて上京し、ヴェルレーヌの義父母のもとに身を寄せたアルチュール・ランボーはドゥ・マゴの常連であった。
だが、この頃、ドゥ・マゴは経営難に陥り、1914年に、オーヴェルニュ出身のオーギュスト・ブーレ・マティヴァがドゥ・マゴを買収し、事業を受け継ぐことになった。
第一次大戦によりそれまでの価値に対する信頼が崩れ、戦間期に様々な前衛芸術・文学運動が起こった。この頃、ガートルード・スタインが「失われた世代」と呼んだアメリカ人作家らがパリを拠点に活動し、一方で、1919年に活動の場をチューリッヒからパリに移したトリスタン・ツァラとアンドレ・ブルトンを中心に、既成の価値の破壊やブルジョア的な社会秩序の壊乱を目指すダダイスムの運動が起こった。スタインに「失われた世代」だと言われたヘミングウェイ、およびアンドレ・ジッド、ジャン・ジロドゥ、ジャック・プレヴェール、ギヨーム・アポリネール、藤田嗣治らの作家や画家がドゥ・マゴの常連であり、やがて、ダダイスムを批判的に受け継ぐシュルレアリスムの運動が起こると、ブルトンを中心とするシュルレアリスト、すなわち、ルイ・アラゴン（および女性初のゴンクール賞受賞作家で妻のエルザ・トリオレ）、ポール・エリュアール、バンジャマン・ペレ、フィリップ・スーポー、ロベール・デスノスらの活動拠点となった。キュビスムやシュルレアリスムの画家フェルナン・レジェ、パブロ・ピカソも参加した。ピカソが写真家ドラ・マールに出会ったのは、1936年1月、ドゥ・マゴでのことである。

### 文学カフェ
ドゥ・マゴは老舗の「文学カフェ」と呼ばれるが、きっかけとなったのは1933年に、ドゥ・マゴの常連によってドゥ・マゴ賞が創設されたことである。最初に提案したのはエコール・デ・ボザールの司書マルティーヌであった。権威主義的なゴンクール賞に対抗して、より斬新で独創的な作品を積極的に評価する必要があると考えたからである。元シュルレアリストの詩人・劇作家ロジェ・ヴィトラックがこれに賛同し、審査員を募った。ヴィトラックと同様に、ブルトンによってシュルレアリスム運動から除名されたロベール・デスノス、ミシェル・レリス、ジャック・バロン、ジョルジュ・リブモン＝デセーニュが参加。さらに作家アンリ・フィリポン、イサック・クリュンベール (Isaac Grünbert)、アルマン・メグレ、アンドレ・ド・リショー、および画家のガストン＝ルイ・ルー 、アンドレ・ドラン、アルフレッド・ジャニオが加わった。審査員13人はいずれもレーモン・クノーの友人で彼の斬新な作品『はまむぎ』を選出し、それぞれ100フランずつ持ち寄って計1,300フランの賞金を進呈した。以後も、ポーリーヌ・レアージュの『O嬢の物語』をはじめとし、文学伝統にとらわれない独創的な作品が選出されている。

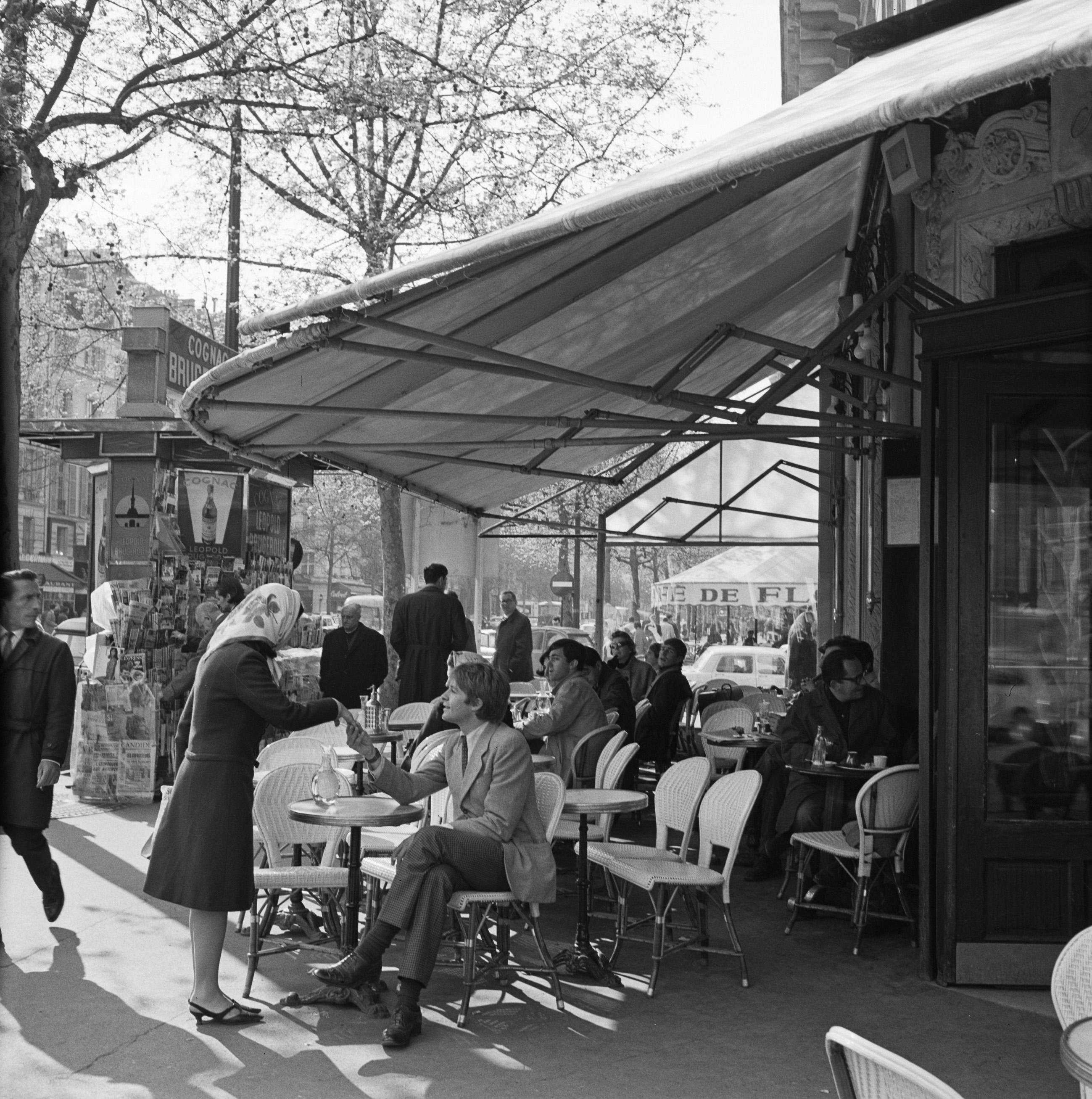
ドゥ・マゴのテラス（1965年、Nationaal Archief）

なお、これはこれ以後についても同様だが、ドゥ・マゴの常連は隣のカフェ・ド・フロールの常連でもあり、ドゥ・マゴ賞審査員の文学者らはカフェ・ド・フロールにも頻繁に出入りしていた。ジャン＝ポール・サルトルは、『存在と無』（1943年出版）の大半をカフェ・ド・フロールで執筆したが、ドゥ・マゴは、サルトルとボーヴォワールを中心とする実存主義哲学者らの拠点の一つであり、サルトルもボーヴォワールもそれぞれにいつも決まったテーブルを使っていた。ボーヴォワールが使っていた場所では、現在、毎週木曜の午後7時30分からジャズ・コンサートが行われている。

### 客層・雰囲気の変化
1960年代以降は、これもカフェ・ド・フロールと同様に、音楽界や映画界、モード界の著名人が出入りするようになった。ドゥ・マゴは1997年に、ドビュッシーの抒情劇『ペレアスとメリザンド』に因んで、音楽に関する著書に与えられるペレアス賞を創設した。第1回受賞者はジャズ・ピアニストでもある作家ローラン・ド・ウィルドの『モンク』（セロニアス・モンク）であった。また、1941年に創設されたギヨーム・アポリネール賞は、2016年からドゥ・マゴの主催で行われるようになり、2011年にベルナール＝アンリ・レヴィによって創設されたサン＝ジェルマン賞は、ドゥ・マゴ、リップ、カフェ・ド・フロール、ソニア・リキエル（2008年にサンジェルマン大通りにブティックを開店）の協賛で行われている。
現在の経営者カトリーヌ・マティヴァは4代目にあたる。ISG高等経営学院を卒業した彼女は、ドゥ・マゴのほか、宿泊施設の経営などにも携わっている。
2013年、サンドリーヌ・ド・スーザ・コスがドゥ・マゴ初の女性ギャルソンとして採用された。
現在は観光客が来店客の約70%を占める。
1989年に、渋谷のBunkamuraに「ドゥ・マゴ」が開店した。建築デザインは、ルーヴル美術館の内装も手がけたフランス人建築家ジャン＝ミシェル・ヴィルモットによるものである。また、翌1990年には「Bunkamuraドゥマゴ文学賞」が創設された。

## 映画の舞台
ドゥ・マゴはまた、映画の舞台にもなった。ジェラール・ウーリー監督の1973年の映画『ラビ・ジャコブの冒険』（邦題『ニューヨーク←→パリ大冒険』）では、革命家スリマーヌがドゥ・マゴの裏手で秘密警察に連れ去られ、ジャン・ユスターシュ監督が同じ年に制作し、カンヌ国際映画祭審査員特別賞を受賞した映画『ママと娼婦』では、ジャン＝ピエール・レオが演じるアレクサンドルがドゥ・マゴの常連客である。また、エリック・トレダノ監督とオリヴィエ・ナカシュ監督が共同で制作した『最強のふたり』（2011年）では、ドリス役のオマール・シーとフィリップ役のフランソワ・クリュゼがドゥ・マゴで食事をする場面がある。さらに、米国の映画監督J・J・エイブラムスは、2014年の『ヴァニティ・フェア』誌において、『スター・ウォーズ』の第7作『スター・ウォーズ/フォースの覚醒』の脚本を書くために、ドゥ・マゴからインスピレーションを得たいと思い、ローレンス・カスダンとともにここで8時間かけて執筆したと語っている。